# Danne-et-Quatre-Vents
Danne-et-Quatre-Vents é uma comuna francesa na região administrativa de Grande Leste, no departamento de Mosela. Estende-se por uma área de 7,2 km². Em 2010 a comuna tinha 699 habitantes (densidade: 97,1 hab./km²).